# Agustín B. Gambier
Agustín Benigno Gambier (28 de agosto de 1876 - 15 de febrero de 1925) fue un abogado y político de la ciudad de La Plata, Argentina, y fundador del Jockey Club de esa ciudad.

## Vida personal
Se recibió de abogado en 1902. En 1904 fundó el Jockey Club de La Plata presidiendo la asamblea constituyente en la avenida Monteverde (calle 7, actualmente), N° 781.
En el primer libro de la institución figura el acta constitutiva redactada de su puño y letra. En junio de 1947, el Jockey Club, que tenía a su cargo la actividad turfística, instituyó en su memoria uno de los clásicos anuales con su nombre.
Entre las actividades políticas que realizó se pueden destacar que fue Intendente de la ciudad de La Plata en 1917, y senador provincial por varios periodos, de 1918 a 1920, y de 1923 hasta su fallecimiento. A él se le debe la autoría de la ley de Minoridad, en mérito de la cual llevan su nombre la escuela 21 de Los Hornos y el Patronato de Menores de Abasto.

## La Ley de Minoridad
El entonces Senador presentó el Proyecto, y fue aprobado en la Cámara. Una vez puesto en marcha, el gobernador Crotto el 7 de junio de 1920 decreta la construcción del Patronato de Menores en las tierras fiscales de Abasto, el cual recibe el nombre de Agustín B. Gambier.
Se bautizó a la parada del entonces ferrocarril provincial, ramal a Avellaneda, de 51 y 131 de La Plata con su nombre. También se dio origen al Barrio Gambier.
Agustín Benigno Gambier falleció en La Plata el 15 de febrero de 1925.